# Özum Itez
Özum Itez (Ankara, 1985) es un arquitecto y comisario de arquitectura turco.

## Biografía
Itez estudió Arquitectura del paisaje en la Universidad de Ankara (2006) y obtuvo un máster en Diseño Urbano de la Universidad Técnica de Medio Oriente (2009). Sus intereses de investigación son el urbanismo otomano del siglo XIX, la historia de la cartografía y la cartografía urbana. Desde 2013 trabaja en el 'ARKIV Project', proyecto liderado por el Arkitera Architecture Center, que tiene como objetivo documentar y publicar los proyectos de arquitectura construidos en Turquía después de 1920. Desde 2014, también es comisario del 'Turkish Architecture Yearbook', que ha sido exhibido en el Studio-X de Estambul, en el Izmir Architecture Center de la Cámara de Arquitectos de Izmir, en el Ankara Architecture Center, en la Facultad de Arquitectura de la Universidad Bursa Uludağ, en la Cámara de Arquitectos de Bursa y en la Universidad Abdullah Gül. Desde 2018 es miembro del comité de expertos del Premio Europeo del Espacio Público Urbano.